# Asplenium setisectum
Asplenium setisectum är en svartbräkenväxtart som beskrevs av Bl. Asplenium setisectum ingår i släktet Asplenium och familjen Aspleniaceae. Inga underarter finns listade.